# Orselina
Orselina är en ort och kommun i distriktet Locarno i kantonen Ticino, Schweiz. Kommunen har 699 invånare (2023).
Orselina är sammanvuxet med Locarno.